# Rita Wilms
Rita Wilms, född 1926 i Tyskland, död okänt år, var en tysk målare.
Hon studerade först vid en målarskola i Düsseldorf innan hon vidareutbildade sig vid École des Beaux-Arts och Académie de la Grande Chaumière i Paris. Därefter genomförde hon ett stort antal kombinerade studie- och målarresor till bland annat Belgien, Nederländerna och Skandinavien. Efter en tids vistelse i Sverige medverkade hon i en utställning tillsammans med Anna-Lisa Nystedt på Sturegalleriet i Stockholm 1957. 